# Kemah
Per la ciutat de Turquia, vegeu Kemah (Erzincan)
Kemah és una població dels Estats Units a l'estat de Texas. Segons el cens del 2000 tenia 2.330 habitants.

## Demografia
Segons el cens del 2000, Kemah tenia 2.330 habitants, 892 habitatges, i 566 famílies. La densitat de població era de 502,6 habitants/km².
Dels 892 habitatges en un 35% hi vivien nens de menys de 18 anys, en un 49,7% hi vivien parelles casades, en un 9,4% dones solteres, i en un 36,5% no eren unitats familiars. En el 29,6% dels habitatges hi vivien persones soles el 3,6% de les quals corresponia a persones de 65 anys o més que vivien soles. El nombre mitjà de persones vivint en cada habitatge era de 2,61 i el nombre mitjà de persones que vivien en cada família era de 3,25.
Per edats la població es repartia de la següent manera: un 27,4% tenia menys de 18 anys, un 11,6% entre 18 i 24, un 36,9% entre 25 i 44, un 18% de 45 a 60 i un 6,1% 65 anys o més.
L'edat mediana era de 31 anys. Per cada 100 dones de 18 o més anys hi havia 114,2 homes.
La renda mediana per habitatge era de 51.620 $ i la renda mediana per família de 64.063 $. Els homes tenien una renda mediana de 50.061 $ mentre que les dones 31.953 $. La renda per capita de la població era de 23.373 $. Aproximadament el 7,8% de les famílies i el 8,2% de la població estaven per davall del llindar de pobresa.

## Poblacions més properes
El següent diagrama mostra les poblacions més properes.